# (2010) Chebyshev
(2010) Chebyshev (1969 TL4) ist ein Asteroid des Hauptgürtels, der am 13. Oktober 1969 von Bella Burnaschewa im Krim-Observatorium entdeckt wurde.